# Benjamin Franklin Butler (homme politique)
Pour les articles homonymes, voir Benjamin Franklin Butler et Butler.
Benjamin Franklin Butler (5 novembre 1818 – 11 janvier 1893) est un juriste, homme d'affaires et homme politique américain qui fut représentant du Massachusetts au Congrès des États-Unis puis gouverneur du Massachusetts. Né au New Hampshire et élevé à Lowell au Massachusetts, Butler est le major général politique le plus connu de l'armée de l'Union pendant la guerre de Sécession, et pour son rôle de meneur dans la procédure d'impeachment à l'encontre du président Andrew Johnson, qui échoue à une voix près. C'est un personnage haut en couleur et souvent controversé sur la scène nationale et sur la scène politique du Massachusetts, où il sert pendant un mandat comme gouverneur.
Butler, un avocat pénal accompli, sert à la législature du Massachusetts en tant que démocrate anti-guerre et comme officier dans la milice de l'État (en). Tôt au cours de la guerre de Sécession, il rejoint l'armée de l'Union, où il est remarqué pour son manque de compétences militaires, et son commandement controversé à La Nouvelle-Orléans, qui lui vaut une large haine dans le Sud et le surnom de « Beast Butler » (« Butler la Bête ») ou de « Spoons » (« Cuillères » , en raison des pillages qu'on lui attribuait). Il aide à créer l'idée politique d'émanciper effectivement les esclaves en les désignant de contrebande de guerre au service des objectifs militaires, ce qui mène à une lame de fond politique dans le Nord comprenant l'émancipation générale et la fin de l'esclavage comme buts officiels de guerre. Ses commandements sont marqués par des transactions financières et logistiques, dont quelques-unes ont lieu en pleine connaissance et à son profit.
Butler est renvoyé de l'armée de l'Union après ses échecs lors de la première bataille de Fort Fisher, mais remporte rapidement l'élection à la chambre des représentants des États-Unis du Massachusetts. En tant que républicain radical, il s'oppose au calendrier de la reconstruction du président Johnson, et est le responsable de la Chambre lors de la procédure de destitution contre Johnson. En tant que président du comité de la reconstruction de la Chambre, Butler rédige la loi coercitive contre le Ku Klux Klan de 1871 (en) et co-écrit l'historique loi sur les droits civils de 1875.
Au Massachusetts, Butler est souvent en désaccord avec les membres les plus conservateurs de l'establishment politique sur la manière et sur le fond. Les querelles avec des politiciens républicains lui valent de se voir refuser plusieurs nominations pour devenir gouverneur entre 1858 et 1880. Retournant dans le camp démocrate, il devient gouverneur à la suite de l'élection de 1882 grâce au soutien démocrate et du parti Greenback. Il est candidat à la présidence sur un ticket du parti Greenback en 1884.

## Avant la guerre
Benjamin Franklin Butler naît à Deerfield au New Hampshire, sixième et dernier né de John Butler et Charlotte Ellison Butler. Son père a servi sous les ordres du général Andrew Jackson à la bataille de La Nouvelle-Orléans pendant la guerre anglo-américaine de 1812 et est devenu plus tard corsaire, mort de la fièvre jaune dans les Antilles peu après la naissance de Benjamin. Il est nommé en hommage au père fondateur Benjamin Franklin. Son frère aîné, Andrew Jackson Butler (1815-1864), servira en tant que colonel dans l'armée de l'Union pendant la guerre de Sécession et qui le rejoindra à La Nouvelle Orléans. La mère de Butler est une baptiste dévote qui l'encourage à lire la Bible et à se préparer au ministère. En 1827, à l'âge de neuf ans, Butler obtient une bourse pour la Phillips Exeter Academy, où il passe une période. Il est décrit par un camarade de classe comme un « garçon irréfléchi, impétueux et obstiné » et se bagarre régulièrement.
La mère de Butler déménage la famille en 1828 à Lowell au Massachusetts, où elle a une pension de famille pour les travailleurs des usines textiles. Il suit sa scolarité dans les écoles publiques là-bas, desquelles il est pratiquement expulsé pour bagarres, le principal les décrivant comme un garçon qui « devrait mener, mais ne pouvant être conduit ». Il entre au lycée Waterville (actuellement Colby) selon le désir de sa mère qu'il se prépare pour le ministère, mais finalement rejette l'idée. En 1836, Butler demande la permission d'entrer à la place à l'académie militaire de West Point pour recevoir une éducation militaire, mais n'obtient pas l'une des rares places disponibles. Il poursuit ses études à Waterville, où il affûte ses compétences rhétoriques lors de discussions théologiques, et commence à adopter des opinions politiques démocrates. Il est diplômé en août 1838. Butler retourne à Lowell, où il est apprenti avocat avec un avocat local. Il est admis au barreau du Massachusetts en 1840 et installe un cabinet à Lowell.
Après une cour assidue, Butler épouse Sarah Hildreth, une actrice, fille du Dr Israel Hildreth de Lowell le 16 mai 1844. Ils ont quatre enfants : Paul (1845–1850), Blanche (1847–1939), Paul (1852–1918) et Ben-Israel (1855–1881). Les partenaires d'affaires de Butler comprennent Fisher, le frère de Sarah, et son beau-frère W. P. Webster.

### Droit et premières interactions d'affaires
Butler gagne rapidement une réputation d'avocat criminel acharné qui saisit chaque erreur du camp adverse pour remporter la victoire pour ses clients, et devient aussi un spécialiste de la loi sur la banqueroute. Son travail aux procès est tellement réussi qu'il est régulièrement couvert par la presse, et il est capable d'étendre son activité à Boston.
Le succès de Butler en tant qu'avocat lui permet d'acheter des parts de la Lowell's Middlesex Mill Company quand elles sont bon marché. Bien qu'il représente généralement les ouvriers lors des actions judiciaires, il représente quelquefois les propriétaires des usines. Ce positionnement sur les deux camps devient un problème lorsqu'il est plus actif sur le plan politique. Il attire l'attention en premier en défendant le passage d'une loi établissant la journée de 10 heures pour les ouvriers, mais il s'oppose par-dessus tout aux grèves. Il institue la journée de travail de 10 heures dans les Middlesex Mills.

### Entrée en politique
Pendant les débats sur la journée de 10 heures, un journal soutenant le parti whig publie un couplet suggérant que le père de Butler a été pendu pour piraterie. Butler poursuit le rédacteur en chef et l'éditeur sur cela et d'autres allégation écrites à son propos. Le rédacteur est jugé coupable et condamné à une amende de 50 $ (
24824 $ actuels), mais l'éditeur est acquitté sur un détail technique. Butler blâme le juge whig, Ebenezer Rockwood Hoar, pour l'acquittement, inaugurant une querelle ente les deux qui durera des décennies et ternit significativement la réputation de Butler dans l'État.
Butler, en tant que démocrate, soutient le compromis de 1850 et parle régulièrement contre l'abolition de l'esclavage. Néanmoins au niveau de l'État, il soutient la coalition des démocrates et le parti du sol libre qui élit George S. Boutwell gouverneur en 1851. Cela lui gagne suffisamment de soutiens pour remporter l'élection à la législature de l'État en 1852. Son soutien au Franklin Pierce en tant que président, néanmoins, lui coûte son siège l'année suivante. Il est élu délégué à la convention constitutionnelle du Massachusetts de 1853 avec le fort soutien catholique, et est élu au sénat du Massachusetts en 1858, une année dominée par les victoires républicaines dans l'État. Butler est candidat pour devenir gouverneur en 1859 et défend une plateforme pro-esclavagiste, protectionniste ; il perd de peu face au républicain sortant Nathaniel Prentice Banks,.
À la convention nationale démocrate de 1860 à Charleston en Caroline du Sud, Butler soutient initialement John C. Breckinridge pour la présidence, mais modifie son soutien au profit de Jefferson Davis, croyant que seul un démocrate du Sud pourra éviter la division du parti démocrate. Une conversation qu'il a avec Davis avant la convention le convainc que Davis pourrait être un tel homme, et il lui donne son soutien avant que la convention se divise sur l'esclavage. Butler finit pas soutenir Breckinridge contre Douglas en contradiction avec les instructions du parti de l'État, ruinant sa réputation avec l'appareil du parti de l'État. Il est nommé pour l'élection de gouverneur en 1869 par groupe dissident de Breckinridge du parti de l'État, mais est loin derrière les autres candidats.

## Guerre de Sécession
Bien qu'il sympathise avec le Sud, Butler déclare que « je serai toujours un ami des droits du Sud mais un ennemi est erreurs sudistes » et cherche à servir dans l'armée de l'Union. Sa carrière militaire avant la guerre de Sécession commence comme simple soldat dans la milice de Lowell en 1840. Butler finit par atteindre le grade de colonel d'un régiment principalement composé d'Irlando-Américains. En 1855, le gouverneur Know Nothing nativiste Henry J. Gardner  démantèle la milice de Butler, mais Butler est élu brigadier général après la réorganisation de la milice. En 1857, le secrétaire à la guerre Jefferson Davis le nomme au bureau des visiteurs de West Point. Ces responsabilités ne lui donnent pas une expérience militaire significative.

### 1860
Après l'élection d'Abraham Lincoln en tant que président en novembre 1860, Butler vient à Washington, D.C.. Lorsqu'une délégation sécessionniste de Caroline du Sud arrive là-bas, il recommande au président James Buchanan, canard boiteux, qu'elle soit arrêtée et inculpée pour trahison. Buchanan repousse l'idée. Butler rencontre aussi Jefferson Davis et apprend qu'il n'est pas l'homme de l'Union que Butler avait cru. Butler retourne alors au Massachusetts, où il prévient le gouverneur John A. Andrew que les hostilités sont probables et que la milice de l'État devrait être prête. Il profite de la mobilisation pour sécuriser un contrat avec l'État pour ses usines pour ravitailler la milice avec des vêtements lourds. Les contrats militaires constitueront une source de profits pour l'usine de Butler tout au long de la guerre.

### Recherche d'une nomination d'un commandement militaire
Butler travaille aussi à sécuriser un poste de commandement si la milice devait être déployée. Il offre en premier ses services au gouverneur Andrew en mars 1861. Lorsque l'appel à milice arrive enfin en avril, le Massachusetts doit seulement fournir des régiments de trois mois, mais Butler parvient à étendre la requête à un brigadier général. Il télégraphie au secrétaire à la Guerre Simon Cameron, qu'il connaît, suggérant que Cameron fasse une requête pour un brigadier général et général d'état-major du Massachusetts, qui parvient peu de temps après sur le bureau du gouverneur Andrew. Il utilise ensuite les contacts bancaires pour s'assurer que les prêts qui seraient nécessaires pour payer les opérations de la milice soient conditionnées à sa nomination. Malgré le désir d'Andrew de donner le poste de brigadier à Ebenezer Peirce, la banque insiste sur Butler et il est envoyé dans le sud pour la sécurité des routes de transport vers Washington,. La capitale fédérale était alors menacée d'isolement si le Maryland, état esclavagiste, devait lui aussi faire sécession.

### 1861: opération de Baltimore et de Virginie

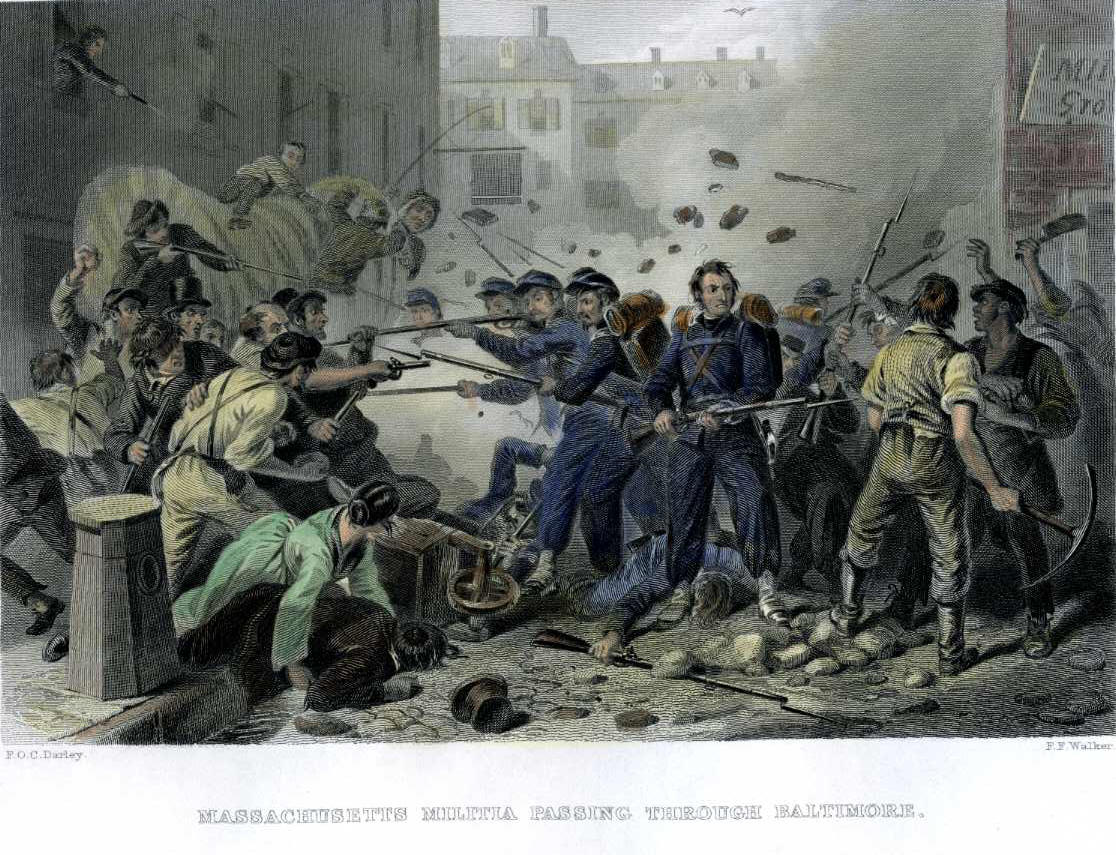
Gravure des émeutes de Baltimore en 1861.

Les deux régiments du Massachusetts qui partent pour le Maryland sont le 6th et le 8th de la milice volontaire. Le 6th part en premier et se trouve mêlé aux émeutes sécessionnistes à Baltimore, au Maryland le 19 avril. Butler part avec le 8th, qui quitte Philadelphie le lendemain parmi les nouvelles que les connexions du chemin de fer sont coupées. Butler et le 8th voyage par rail et ferry vers la capital du Maryland, Annapolis, où le gouverneur Thomas H. Hicks tente de les dissuader de débarquer. Butler débarque ses troupes (qui ont besoin de nourriture et d'eau), occupant l'académie navale d'Annapolis. Quand le gouverneur Hicks informe Butler que personne ne vendra de provisions à sa force, Butler fait remarquer que des hommes armés n'ont pas nécessairement besoin de payer pour les provisions nécessaires, et qu'il utilisera toutes les mesures nécessaires pour assurer l'ordre. Après avoir été rejoint pas le 7th New York Militia, Butler dirige ses hommes pour restaurer le service ferroviaire entre Annapolis et Washington via Annapolis Junction (en), ce qui est accompli pour le 27 avril 1861. Il menace aussi les législateurs du Maryland d'arrestation s'ils votent en faveur de la sécession et finalement de prenant le grand sceau du Maryland. Les actions rapides de Butler pour la sécurisation d'Annapolis sont reçus avec approbation par le premier général de l'U.S. Army, Winfield Scott, et il reçoit des ordres formels de maintenir la sécurité des voies de transit au Maryland. Au début mai, Scott ordonne à Butler pour mener les opérations qui occupent Baltimore. Le 13 mai, il entre dans Baltimore avec un train de 1 000 hommes et de l'artillerie, sans opposition. Cela est fait en contravention avec les ordres de Butler donnés par Scott, qui étaient d'organiser de quatre colonnes pour approcher de la ville par terre et par mer. Le général Scott critique Butler pour sa stratégie (malgré son succès) ainsi que son hypothèse brutale de contrôle d'une grande partie du gouvernement civil, et il le rappelle à Washington. Butler reçoit peu après une nomination précoce de major général des forces de volontaires. Ses exploits au Maryland attire l'attention de la presse dans toute la nation, dont l'importante presse négative du Sud, qui invente des histoires à propos de lui qui sont un mélange de détails biographiques impliquant non seulement Butler mais aussi un homonyme de New York et d'autres.

### Fort Monroe, Virginie
Lorsque deux régiments du Massachusetts sont envoyés par terre au Maryland, deux autres sont expédiés par mer sous le commandement de Butler pour sécuriser le fort Monroe à l'embouchure de la James River. Après avoir été sermonné par Scott pour avoir outrepassé son autorité, Butler est affecté ensuite au commandement du fort Monroe et du département de Virginie. Le 27 mai, Butler envoie une force à 13 kilomètres (8 miles) au nord pour occuper la ville légèrement défendue de Newport News à Newport News Point, un excellent port pour l'Union Navy. La force établit et fortifie significativement le camp Butler et une batterie à Newport News Point qui peut couvrir l'entrée dans le canal de la James River et l'embouchure de la Nansemond River. Butler étend le camp Hamilton, établi dans la ville adjacente d'Hampton, juste au-delà des limites du fort et à portée de ses canons.

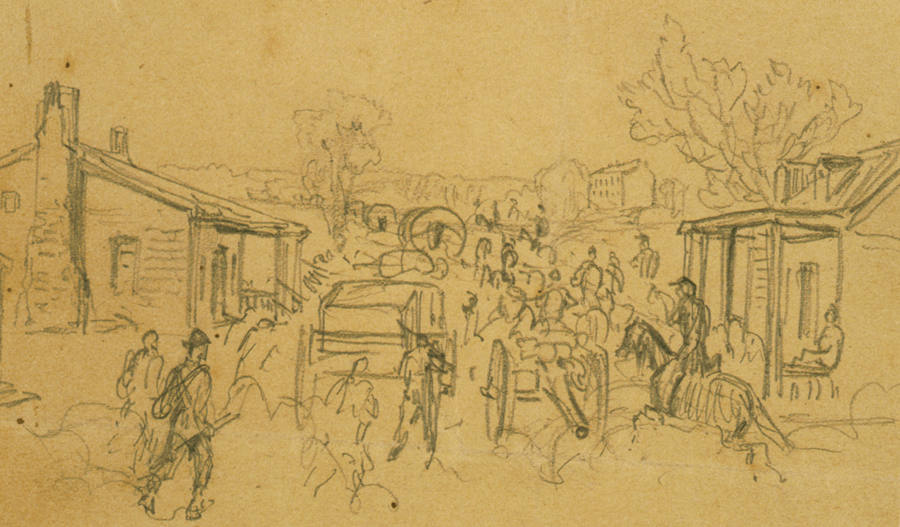
Dessin contemporain des mouvements militaires de la bataille de Big Bethel, par Alfred Waud.

L'occupation de l'Union du fort Monroe est considérée comme une menace potentielle contre Richmond par le général confédéré Robert E. Lee, et il commence, en conséquence, à organiser la défense de la péninsule de Virginie. Le général confédéré John B. Magruder, recherchant à acheter du temps en attendant des hommes et du ravitaillement, établit des avant-postes bien défendus près de Big et Little Bethel, à seulement 13 kilomètres (8 miles) du camp de Butler à Newport News comme un appât pour que son adversaire lance une action prématurée. Butler mord à l'hameçon, subit une défaite embarrassante lors de la bataille de Big Bethel le 10 juin. Butler échafaude un plan d'une marche de nuit et d'une opération contre les positions, mais choisit de ne pas mener la force en personne, ce pourquoi il est critiqué. Le plan se révèle trop complexe pour ses subordonnés et ses troupes mal entraînés pour le mettre en œuvre, spécialement pendant la nuit, et est marqué par l'incapacité de l'état-major à communiquer les mots de passe et les mesures de précautions. Un tir fratricide pendant la nuit révèle la position de l'Union et ils sont malmenés en avançant sans connaître le dispositif et la force des positions confédérées. Le général de la milice du Massachusetts Ebenezer Peirce, qui commande sur le terrain, est le plus critiqué pour l'opération ratée. Avec le retrait de beaucoup de ses hommes pour être employés autre part, Butler est dans l'incapacité de maintenir le camp à Newport News. La commission de Butler, qu requiert l'approbation du Congrès, est vigoureusement débattue après Big Bethel, avec des commentaires critiques sont exprimés à propos de son manque d'expérience militaire. Sa commission est approuvée de peu le 21 juin, le jour de la première bataille de Bull Run, la première bataille d'ampleur de la guerre. Le résultat médiocre de l'Union de cette bataille est utilisé comme prétexte par le général Scott pour réduire la force de Butler à une force incapable de mener une attaque substantielle, les ordres de Scott disant implicitement que les troupes sont requises plus proches de Washington.
En août, Butler commande une force expéditionnaire qui, en coordination avec la marine, prend les forts Hatteras et Clark en Caroline du Nord. Ce mouvement, la première victoire significative de l'Union après la première bataille de Bull Run, est encensée à Washington et reçoit les éloges du président Lincoln. Butler est ensuite renvoyé au Massachusetts pour lever de nouvelles forces. Cela met Butler en situation de confrontation avec le gouverneur Andrew, qui insiste pour maintenir son autorité de nomination des officiers régimentaires, refusant de commissionner (parmi d'autres) le frère de Butler Andrew et plusieurs associés proches du général. La dispute provoque un conflit de recrutement entre Butler et l'organisation de la milice de l'État. La dispute retarde le retour de Butler en Virginie, mais il est de nouveau affecté en novembre à un commandement de troupes au sol pour les opérations en Louisiane.

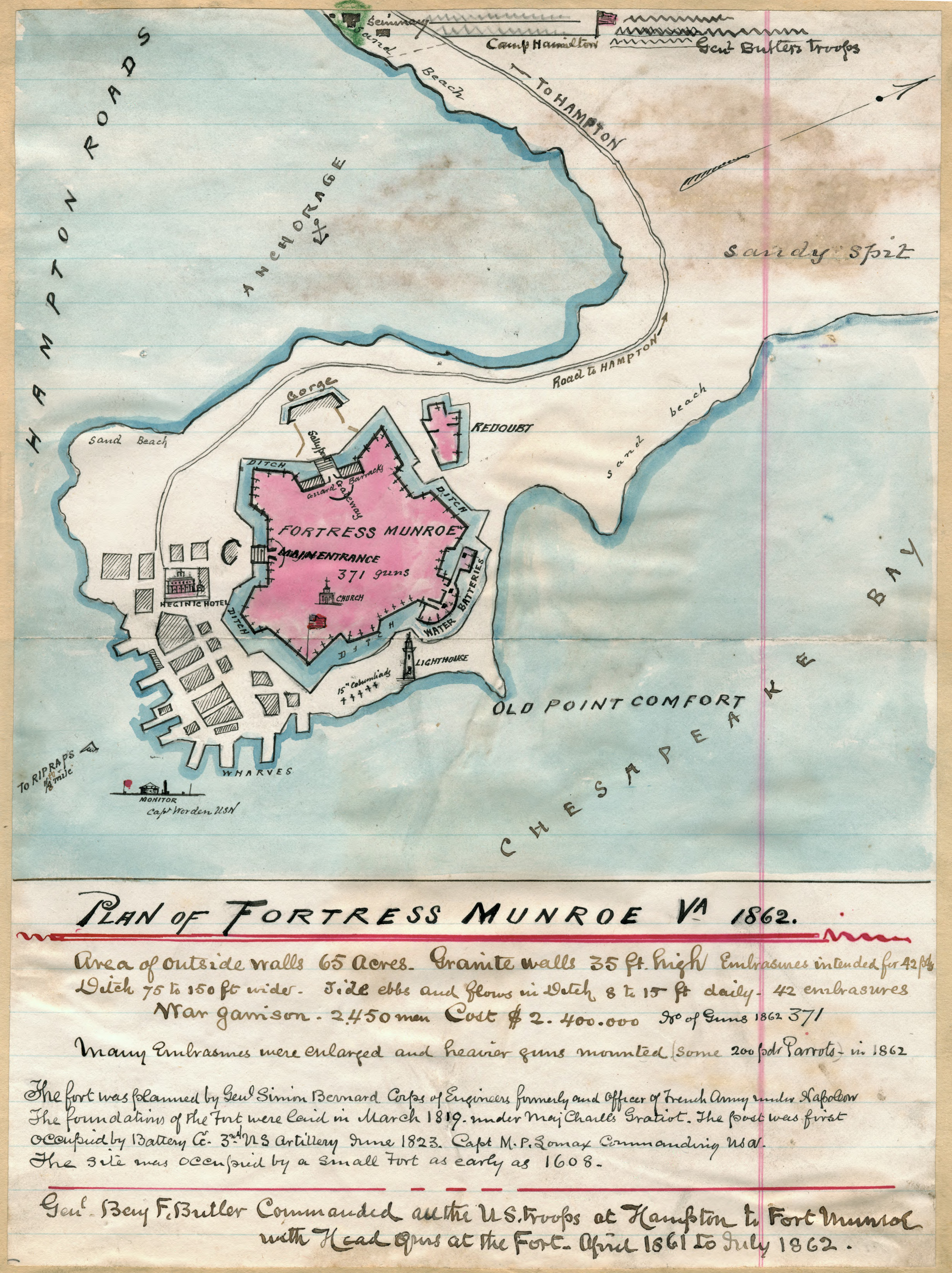
Carte du fort Monroe, 1862.

Pendant qu'il commande fort Monroe, Butler refuse de retourner à leurs propriétaires les esclaves fugitifs qui sont arrivés dans ses lignes. Il déclare que les Virginiens les considèrent comme des biens mobiliers, et qu'ils ne peuvent pas se prévaloir du Fugitive Slave Act en raison de la sécession de la Virginie. De plus, les esclaves sont utilisés comme des travailleurs pour la construction des fortifications et d'autres activités militaires peuvent être considérées comme de la contrebande de guerre. Ne pas retourner les esclaves fugitifs devient la pratique standard dans la politique de l'armée de l'Union.

### La Nouvelle-Orléans
Butler mène la première expédition sur Ship Island, au large de la côte du golfe du Mississippi, en décembre 1861, et en mai 1862 commande la force qui gère la capture de La Nouvelle-Orléans après son occupation par la marine à la suite de la bataille des forts Jackson et St. Philipp. Dans l'administration de cette ville, il montre une grande fermeté et subtilité politique. Il conçoit un plan de secours aux pauvres, demande des serments d'allégeance de quiconque veut obtenir un avantage du gouvernement et confisque les armes.
Néanmoins, la subtilité de Butler semble lui manquer en tant que gouverneur militaire de La Nouvelle-Orléans lorsqu'il en vient à s'occuper de sa population juive, à propos de laquelle le général, se référant aux trafiquants locaux, écrit ignominieusement, en octobre 1862 : « ce sont les juifs qui ont trahi leur Sauveur, et aussi nous ont trahi ». Butler est considéré comme notoirement antisémite.

#### Gestion de la santé publique
Dans une année ordinaire, il n'est pas inhabituel que 10 % de la population de la ville meure de fièvre jaune. En prévision, Butler impose des quarantaines strictes et introduit un programme rigide d'élimination des ordures. En conséquence, en 1862 seuls deux cas sont rapportés.

#### Difficulté de l'administration civile

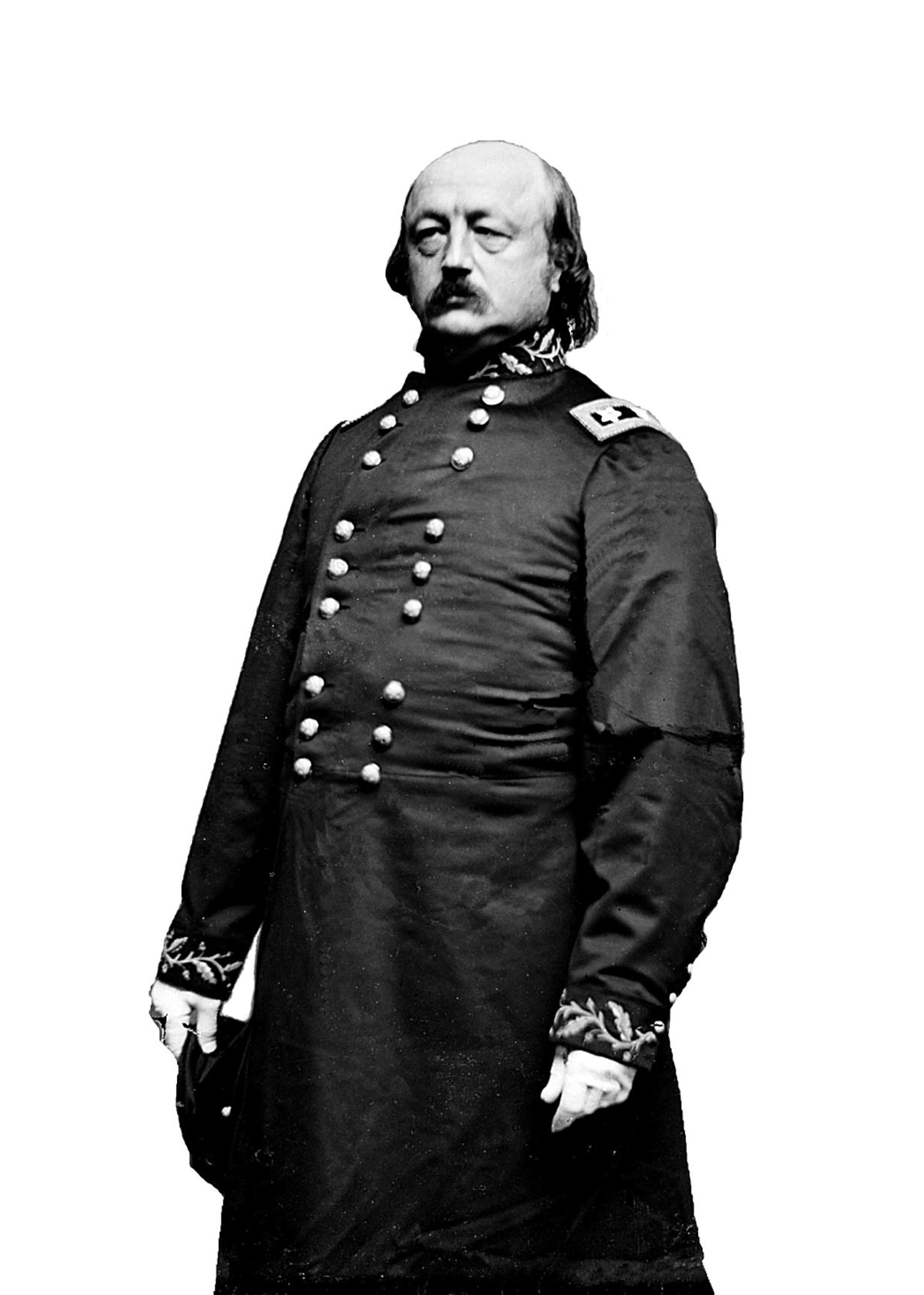
Portrait de Butler en uniforme de l'armée de l'Union, Brady-Handy (1862–1865).

Beaucoup de ses actions, néanmoins sont hautement impopulaires. La plus notoire est l'ordre général No 28 de Butler du 15 mai 1862 qui dit que si une femme devait insulter ou montrer du mépris à l'encontre d'un officier ou soldat des États-Unis, elle doit être considérée et sera traitée comme une « femme de la ville qui exerce son activité », c'est-à-dire une prostituée. Il est proclamé en réponse à divers actes répandus d'abus verbaux et de violences physiques de la part de femmes de la Nouvelle-Orléans, dont la malédiction et le crachat sur des soldats de l'Union et le déversement de pot de chambre sur leurs têtes des fenêtres des étages supérieurs lorsqu'ils passent dans la rue (l'amiral David Farragut étant peut-être la victime la plus connue d'une attaque de pot de chambre).
Il n'y a aucun connotation sexuelle manifeste dans l'ordre de Butler, mais son effet est d'annuler le statut protégé détenu par une femme sous les mœurs sociales de l'époque, qui oblige toute femme « respectable » (c'est-à-dire non prostituée) à être traitée avec un degré supplémentaire de respect dû à une lady, quelles que soient ses propres provocations. Avec l'ordre général 28, néanmoins, si une femme fait preuve d'une quelconque insulte ou de mépris à un soldat de l'Union (comme se retourner lorsqu'il approche ou refuser de répondre à ses questions), les standards sociaux habituels ne n'appliquent plus, et elle peut être réprimée (soit verbalement soit physiquement) comme si elle était une simple prostituée. L'ordre produit l'effet désiré, alors que peu de femmes se montrent prêtes à risquer des représailles pour simplement protester contre la présence de l'Union ; mais il est considéré comme extrêmement draconien par tout le monde à l'exception des soldats de l'Union à La Nouvelle-Orléans, et provoque une indignation générale à la fois dans le nord et dans le sud, et aussi à l'étranger, particulièrement en Angleterre et en France.
Il est surnommé « Beast Butler » (Butler la bête) ou bien « Spoons Butler » (Butler les cuillères), le dernier provenant d'un incident au cours duquel Butler saisit un service de 38 pièces d'argenterie d'une femme de La Nouvelle-Orléans cherchant à traverser les lignes de l'Union. Bien que le laissez-passer ne lui permette pas d'emporter autre chose que ses vêtements (rendant illégal son transport son argenterie), le seul service d'argenterie aurait dû être normalement être vu comme une protection des biens de valeurs personnels, et l'insistance de Butler de condamner la femme comme une trafiquante et saisissant l'argenterie comme de la contrebande en temps de guerre avec son ordre de confisquer toutes les propriétés de ceux qui « aident la Confédération » provoque les huées de colère des résidents blancs de La Nouvelle-Orléans et la perception répandue qu'il emploie son pouvoir dans le petit pillage des objets ménagers de valeur des traites de La Nouvelle-Orléans.

#### Saisies de coton
Peu après la promulgation de la loi de confiscation de 1862 (en) en septembre, le général Butler s'appuie sur elle comme un moyen de saisir le coton. Comme la loi permet la confiscation des biens de quiconque « aide la Confédération », Butler fait marche arrière sur sa politique antérieure d'encouragement du commerce en refusant de confisquer le coton apporté à La Nouvelle-Orléans pour être vendu. En premier lieu, il mène le recensement au cours duquel 4 000 répondants refusant de prêter serment de loyauté à l'Union sont bannis et leurs propriétés saisies. Elles sont vendues à vil prix au cours d'enchères où Andrew est souvent le principal acheteur. Ensuite le général envoie des expéditions dans la campagne avec aucun autre objectif militaire que de confisquer le coton des résidents présumés déloyaux. Une fois acheminé à La Nouvelle-Orléans, le coton est vendu de la même manière lors de ventes aux enchères truquées. Pour maintenir des apparences correctes, la vente aux enchères son scrupuleusement portée au bénéfice des « justes demandeurs », mais le consortium de Butler remporte à la fin le coton à des prix au rabais. Toujours inventif en matière de nouvelle terminologie pour atteindre ses objectifs, Butler séquestre (c'est-à-dire rend vulnérable à la confiscation) de telles « propriétés » dans toute la Louisiane au-delà des paroisses entourant La Nouvelle-Orléans.

#### Censure des journaux
Butler censure les journaux de La Nouvelle-Orléans. Quand le rédacteur en chef du Commercial Bulletin William Seymour demande à Butler ce qu'il adviendrait si le journal ignorait la censure, on rapporte que Butler en colère répond « je suis le gouverneur militaire de cet État - le pouvoir suprême - vous ne pouvez pas ignorer mon ordre, Monsieur. Par dieu, celui qui pêche contre moi, pêche contre le Saint Esprit ». Quand Seymour publie une nécrologie favorable à son père, qui a été tué en servant dans l'armée confédérée en Virginie, Butler confisque le journal et emprisonne Seymour pendant trois mois. Il ferme aussi The Picayune quand il publie un éditorial qu'il trouve offensant; L'historien John D. Winters écrit que la plupart des journaux « sont autorisés à rouvrir plus tard mais sont si étroitement contrôlés que toute nuance et tout intérêt disparaissent » et que, les églises qui prévoient un jour spécial de prière et de jeûne pour la Confédération ne sont pas autorisées de le faire. Plusieurs hommes d'Église sont arrêtés pour avoir refusé de prier pour le président Lincoln. Les églises épiscopales sont fermées, et leurs trois pasteurs sont envoyés à New York sous escorte militaire.

#### Exécution de William Mumford
Le 7 juin, Butler fait exécuter William B. Mumford, qui a détruit un drapeau des États-Unis placé par l'amiral Farragut sur la monnaie de La Nouvelle-Orléans. Beaucoup, dont Mumford et sa famille, espèrent que Butler le pardonne ; le général refuse, mais promet de prendre soin de sa famille, si nécessaire. Après la guerre, Butler tient sa promesse, payant une hypothèque sur la maison de la veuve de Mumford et en l'aidant à trouver un emploi dans l'administration. Le président des États confédérés Jefferson Davis le dénonce pour l'exécution et l'ordre général No 28 dans son ordre général 111 comme un félon passible de la peine capitale, qui s'il était capturé devrait être réservé pour une exécution. L'action de Butler réussit à réduire le nombre d'actes violents et de vandalisme contre les occupants de l'Union.

#### Actions contre les consuls étrangers
Butler vise aussi les consuls étrangers dans La Nouvelle-Orléans. Il ordonne la saisie de 800 000 $ qui ont été déposés dans les bureaux du consul hollandais, emprisonne le magnat du champagne français Charles Heidsieck, et vise particulièrement l'anglais George Coppel, qu'il suspend pour refus d'obéissance à l'Union. À la place, Butler accuse Coppell d'apporter de l'aide à la cause confédérée.
Le Secrétaire d'État des États-Unis William Henry Seward envoie Reverdy Johnson à La Nouvelle-Orléans pour mener l'enquête sur les plaintes des consuls étrangers à l'encontre de certaines politiques de Butler. Même lorsque le président Lincoln lui dit de restaurer le transport maritime du sucre réclamé par les Européens, Butler outrepasse l'ordre. Il impose aussi une quarantaine stricte pour la protection contre la fièvre jaune, ce qui ajoute un délai supplémentaire au commerce étranger et occasionne des plaintes auprès de son quartier général de la part de beaucoup de consuls étrangers.

#### Gestion des esclaves fugitifs
Avec l'occupation de l'Union, les esclaves fugitifs et les esclaves des plantations abandonnées arrivent en grand nombre à La Nouvelle-Orléans. Ces personnes sans attaches doivent être nourries et hébergées. Un officier de l'Union se plaint d'« un gros problème » avec ces nouvelles arrivées. John D. Winters écrit que les « soldats ressentent le fait que le nègre choyé reçoit de meilleures tentes, des rations équivalentes, est autorisé à détruire plus de clôture pour faire des panneaux de couchage que ne le sont les soldats. Le général Phelps, un abolitionniste a organisé quelques équipes de nègres et les a entraînés tous les jours. ... Ne sachant que faire avec tant de nègres, Butler renvoie d'abord les esclaves fugitifs à leurs maîtres. Mais alors la contrebande surgit. Quelques-uns sont employés comme cuisiniers, infirmiers, lavandières et travailleurs. ... [Finalement] Butler ordonne ... l'exclusion tout nègre ou blanc inemployé dans ses lignes ».

#### Rappel
Bien que la gouvernance de La Nouvelle-Orléans par Butler est populaire dans le nord (où elle est vue comme une tribune contre les sécessionnistes récalcitrants), quelques unes de ses actions, particulièrement celles contre les consuls étrangers, inquiètent le président Lincoln qui autorise son rappel en décembre 1862. Butler est remplacé par Nathaniel P. Banks. La nécessité de prendre quelquefois des actions radicales, et le soutien qu'il reçoit des cercles des républicains radicaux, conduisent Butler à changer d'allégeance politique, et il rejoint le parti républicain. Il recherche aussi à se venger contre le secrétaire d'État modéré Seward, qu'il pense responsable de son rappel.
Butler est si détesté dans le sud, principalement en raison de son passage à La Nouvelle Orléans, qu'une entreprise s'est développée en vendant des pots de chambre « Beast Butler ». Il continue à être un personnage détesté et controversé là-bas.

### Armée de la James
La popularité de Butler auprès des radicaux signifie que Lincoln ne peut pas facilement lui dénier un nouveau poste. Lincoln réfléchit à l'envoyer dans la région du fleuve Mississippi au début de 1863, et refuse catégoriquement de le renvoyer à La Nouvelle Orléans. Il donne finalement à Butler le commandement du département de Virginie et de Caroline du Nord en novembre 1863, basé à Norfolk, en Virginie. En janvier 1864, Butler joue un rôle crucial dans la création de six régiments des volontaires des États-Unis parmi les prisonniers de guerre confédérés (« Galvanized Yankees ») pour servir sur la frontière de l'ouest. En mai, les forces sous son commandement sont désignées comme l'armée de la James.

#### United States Colored Troops
Le général Butler commande aussi un régiment des « United States Colored Troops » qu'il déploie pendant la bataille de Chaffin's Farm (quelquefois appelée aussi bataille de New Market Heights). Les troupes se comportent extrêmement bien, et dans le cas du 38th United States Colored Troops, qui a surmonté un feu écrasant, de lourdes pertes et de grands obstacles physiques pour submerger une force plus puissante, il récompense un nombre d'hommes avec la médaille d'honneur. Il ordonne aussi une médaille spéciale frappée et décernée à 200 soldats afro-américains qui ont servi avec honneur lors de cet engagement. Elle sera appelée plus tard la médaille de Butler.

#### Assaut contre Petersburg
Ulysses S. Grant, qui n'a pas une haute opinion des compétences militaires de Butler, lui ordonne d'attaquer en direction de Petersburg par l'est, détruisant les liaisons ferroviaires ravitaillant Richmond et détournant l'attention de Robert E. Lee, en coordination avec les attaques que Grant mènera par le nord. Plutôt que de frapper immédiatement Petesburg comme prescrit, l'offensive de Butler s'enlise à l'est de Richmond dans la région appelée Bermuda Hundred, immobilisé par une force très largement moins nombreuse du général confédéré P.G.T. Beauregard, et il est incapable d'accomplir l'un de ses objectifs assignés. Mais c'est sa mauvaise gestion de l'expédition contre fort Fisher, en Caroline du Nord, qui aboutit finalement à son retrait par le général Grant.

### Fort Fisher et son retrait définitif
Le statut de Butler d'allié politique clé du président Abraham Lincoln empêche le général Grant de le retirer du service militaire avant l'élection présidentielle de novembre 1864. Comme républicain radical connu, Butler est aussi considéré comme un adversaire potentiel de Lincoln lors de l'élection de cette année, et Lincoln demande à Butler de servir comme son vice-président au début 1864. Après l'élection, néanmoins, Grant écrit au secrétaire à la Guerre Edwin M. Stanton au début 1865 demandant à avoir les mains libres pour relever Butler du service militaire. Comme Stanton voyage hors de Washington D.C., à ce moment, Grant en appelle directement à Lincoln pour obtenir la permission d'en finir avec Butler, remarquant qu'« il y a un manque de confiance dans la capacité militaire [de Butler] ». Dans l'ordre général numéro 1, Lincoln relève Butler du commandement du département de Caroline du Nord et de Virginie, et lui ordonne de partir pour Lowell au Massachusetts.
Grant informe Butler de son rappel le 8 janvier 1865, et nomme le major général Edward O. C. Ord pour le remplacer en tant que commandant de l'armée de la James. Plutôt que de partir pour Lowell, Butler va à Washington, où il utilise ses contacts politiques considérables pour obtenir une audition devant le comité mixte du congrès sur la conduite de la guerre à la mi-janvier. À cette audition, Butler concentre sa défense sur ses actions à fort Fisher. Il produits des tableaux et des duplicatas des rapports de ses subordonnés pour prouver qu'il a bien fait d'annuler son attaque sur fort Fisher, malgré les ordres du général Grant de faire le contraire. Butler affirme que le fort est imprenable. Pour son embarras, une expédition complémentaire menée par le major général Alfred H. Terry capture le fort le 15 janvier, et les nouvelles de cette victoire arrivent pendant l'audition du comité ; La carrière militaire de Butler est terminée. Il est formellement retenu jusqu'en novembre 1865 avec l'idée qu'il puisse agir en tant que procureur militaire du président confédéré Jefferson Davis.

### Affaires financières
Les opinions négatives de Buter proviennent de ses affaires financières douteuses dans plusieurs de ses commandements, et des activités de son frère Andrew, qui agit par procuration financière de Butler et a eu « pratiquement les mains libres » pour s'engager dans des affaires financières profitables et d'autres « activités douteuses » à La Nouvelle-Orléans. En arrivant dans la ville, Butler commence immédiatement des tentatives pour participer au commerce lucratif inter-belligérants. Il utilise un navire de guerre fédéral pour envoyer 60 000 $ de sucre à Boston où il espère le vendre pour 160 000 $. Néanmoins, cet usage d'un navire du gouvernement est rapporté aux autorités militaires, et Butler est réprimandé. Au lieu de faire un profit, les autorités militaires ne lui permettent de récupérer que ses 60 000 $ plus ses charges. Par la suite son frère Andrew représente officiellement la famille dans des activités similaires. Tout le monde à La Nouvelle-Orléans pense qu'Andrew accumule un bénéfice de un à deux millions de dollars pendant qu'il est en Louisiane. À l'enquête du secrétaire du Trésor Chase en octobre 1862, le général répond que son frère n'en a réellement fait que 200 000 $. Quand Butler est remplacé à La Nouvelle-Orléans par le major général Nathaniel Banks, Andrew Butler essaie en vain de corrompre Branks avec 100 000 $ si Banks permettait à un « programme commercial » d'Andrew d'être mené « comme avant [son] arrivée ».
L'administration de Butler du district de Norfolk est aussi entachée par un scandale financier et des affaires financières croisées. L'historien Ludwell Johnson conclut que pendant cette période : « ... il n'y a aucun doute qu'un commerce très vaste avec la Confédération s'est poursuivi dans le département [de Norfolk de Butler]... Ce commerce était extrêmement profitable pour les marchands nordistes ... et a été une aide significative pour la Confédération ... Il s'est déroulé avec l'aide de Butler et une partie considérable de celui-ci était dans les mains de ses proches et ses soutiens. ».
Peu après son arrivée à Norfolk, Butler est entouré de tels hommes. En premier parmi ceux-ci, on trouve le brigadier général George Shepley, qui a été gouverneur militaire de Louisiane. Butler invite Shepley à le rejoindre et « prendre soin de Norfolk ». Après son arrivée, Shepley est habilité à délivrer des permis militaires permettant de transporter les marchandises au travers des lignes. Il désigne son subordonné George Johnson pour gérer l'affaire. À l'automne 1864, Johnson est poursuivi pour corruption. Néanmoins, au lieu d'être inculpé, il est autorisé à démissionner après avoir dit qu'il peut considérer « que le général Butler est un partenaire dans toutes les transactions [controversées] », parmi lesquels on trouve le beau-frère du général Fisher Hildreth. Peu après, Johnston gère un commerce florissant entre les lignes dans l'est de la Caroline du Nord. Il n'y a aucun doute que Butler est informé des activités commerciales de Shepley. Son propre chef d'état-major se plaint à propos d'eux et parle d'hommes d'affaires qui « possèdent » Shepley. Butler ne prend aucune mesure.
La plupart du commerce supervisé par Butler via le Dismal Swamp Canal vers les six comtés du nord en Caroline du Nord est séparé du reste de l'État par la baie d'Albemarle et la rivière Chowan. Bien que la coton n'est pas la culture principale, les fermiers de la région achètent les balles auprès du gouvernement confédéré et les acheminent au travers des lignes où elles peuvent être échangées avec des « fournitures familiales ». Généralement, les sudistes reviennent avec du sel, du sucre, de la monnaie et diverses fournitures. Ils utilisent le sel pour conserver le porc abattu, qu'il vendent au commissaire confédéré. Après la prise des ports soumis au blocus atlantique tels que Charleston et Wilmington, cette voie ravitaille journellement l'armée de Lee avec cinq tonnes de bacon, de sucre, de café et de morue salée. Ironiquement, Grant essaie de couper le ravitaillement de Lee en provenance de la Confédération lorsque le fourrage de Lee est pratiquement fourni à partir de sources Yankees par Norfolk contrôlé par Butler. Grant écrit sur le problème, « Pendant que l'armée retient Lee dans Richmond et Petersburg, j'ai trouvé que ... [Lee] ... reçoit du ravitaillement , soit par l'inefficacité ou la permission d'un officier choisi par le général Butler ... de Norfolk par le canal d'Albemarle et de Chesapeake ».
Le remplaçant de Butler, le major général George H. Gordon, est atterré par la nature du marché en cours. Des rapports parlent de 100 000 $ de biens qui quittent journellement Norfolk à destination des armées rebelles. Grant charge Gordon pour enquêter sur les pratiques de commerce antérieures à Norfolk, après quoi Gordon produit une accusation de soixante pages contre Butler et ses complices. Elle conclut que les associés de Butler, tels que Hildreth et Shepley, sont responsables du ravitaillement à partir du district de Butler, déversant « directement dans les départements du commissaire et du quartier maître rebelles ». Quelques associés de Butler vendent des permis pour trafiquer entre les lignes contre rétribution. Le rapport de Gordon ne reçoit que peu de publicité, en raison de la fin de la guerre et de l'assassinat de Lincoln.

## Après la guerre
Sur l'insistance de sa femme, Butler recherche activement un autre poste dans l'administration Lincoln, mais ses efforts restent lettre morte avec l'assassinat de Lincoln en avril 1865. Butler tourne alors son attention vers le congrès, et est élu en 1866 sur une plateforme des droits civils et d'opposition à la politique de reconstruction faible que président Andrew Johnson. Il soutient plusieurs positions populistes ou sociales, dont le suffrage féminin, la journée de travail de huit heures pour les employés fédéraux, et la délivrance de billets Greenback.

### Membre du congrès

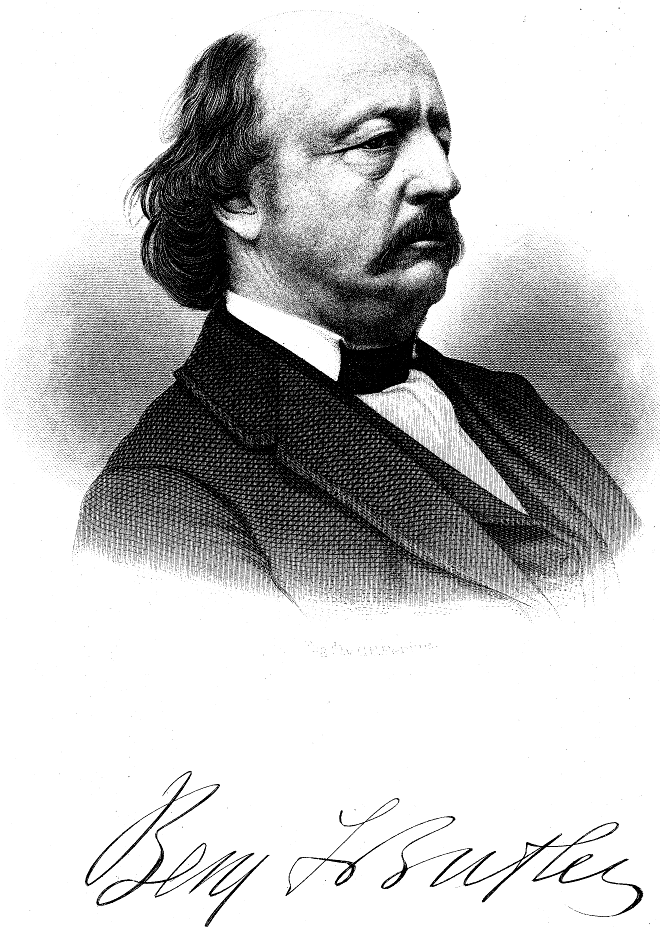
Benjamin Franklin Butler.

Butles sert pendant quatre mandats (1867-75) avant de perdre une réélection, et est alors élu une fois encore en 1876 pour un seul mandat. En tant qu'ancien démocrate, il est d'abord écarté par l'establishment républicain de l'État, qui est particulièrement mécontent de son soutien au suffrage féminin et aux greenbacks. La partie la plus conservatrice de l'organisation lui ferme les portes à deux tentatives (en 1871 et 1873) de remporter une nomination républicaine pour devenir gouverneur du Massachusetts. En 1874, des républicain hostiles menés par Ebenezer Rockwood Hoar parviennent à l'empêcher d'obtenir sa re-nomination pour son siège au congrès.
En 1868, Butler est choisi pour être l'un des responsables de destitution du président Johnson devant le sénat des États-Unis,. Bien que Thaddeus Stevens est le principal instigateur de la procédure de destitution, il est âgé et malade à ce moment, et Butler saute sur l'occasion pour devenir le principal acteur de la procédure. Le cas se focalise d'abord sur le renvoi du secrétaire à la Guerre Edwin Stanton par Johnson en violation de la loi sur l'exercice d'un bureau, et est fragile car la constitutionnalité de la loi n'est pas été décidée. Le procès est une affaire quelque peu gênante, d'une part en raison de la chaleur et de l'humidité, et d'autre part que la chambre est pleine à craquer. L'accusation est un litanie monotone de fait déjà largement connus, et elle est attaquée par la défense de William Evarts, qui noie la procédure sous des objections répétées à l'encontre des questions de Butler, nécessitant souvent un vote du sénat pour savoir s'il autorise ou non la question. La défense de Johnson se focalise sur le fait que le renvoi de Stanton entre dans le champ de la loi sur l'exercice d'un bureau. Malgré quelques erreurs de la défense, et le contre interrogatoire vigoureux par Butler des témoins de la défense, la destitution échoue d'une seule voix. Dans l'intervalle entre le procès et le vote du sénat, Butler recherche sans succès une preuve substantielle que les agents de Johnson travaillent à soudoyer les sénateurs indécis. Après l'acquittement sur le premier article voté, les sénateurs républicains votent un ajournement de dix jours, gagnant du temps pour faire évoluer la conclusion sur les articles restants. Pendant ce temps, Butler met en place un comité de la Chambre pour enquêter sur la possibilité que quatre des sept sénateurs républicain qui ont voté pour l’acquittement auraient été influencés à tort dans leur vote. Il met au jour des preuves de promesses de parrainage et de versement d'argent mais est incapable de lier ces actions à un sénateur en particulier.
Butler rédige la première version de la loi sur les droits civiques de 1871 (aussi connue sous l'appellation de loi coercitive contre le Ku Klux Klan de 1871 (en)). Après le rejet de son projet, le représentant Samuel Shellabarger de l'Ohio rédige un autre projet, légèrement moins radical que celui de Butler, qui réussit à passer les deux chambres et devient une loi avec la signature de Grant le 20 avril,. Avec le sénateur républicain Charles Sumner, Butler propose la loi sur les droits civiques de 1875, une loi fondatrice et d'une grande portée bannissant la discrimination raciale dans les logements publics.
La cour suprême des États-Unis déclare la loi inconstitutionnelle lors des cas sur les droits civiques.
Butler réussit à rétablir ses relations avec Ulysses Grant une fois que ce dernier devient président, au point qu'il est généralement vu en train de parler pour le président à la Chambre. Il ennuie les anciens républicains du Massachusetts en convainquant Grant de nommer un de ses protégés collecteur du port de Boston, un poste important parrainé, et obtient une exception pour un allié, John Sanborn, par un texte de loi régulant l'emploi de contractuels par l'Internal Revenue Service pour la collecte des dettes d'impôts. Sanborn sera plus tard impliqué dans le scandale des contrats de Sanborn, dans lequel il a été payé 200 000 $ pour collecter des dettes qui auraient été payées pareillement sans son intervention.

### Affaires et relations de bienfaisance
Butler accroît grandement ses intérêts commerciaux pendant et après la guerre de Sécession, et est extrêmement riche lorsqu'il meurt, avec une fortune estimée à sept millions de dollars (soit 
200 millions actuels). L'historien Chester Hearn croit que « la source de sa fortune est un mystère, mais la plus grande partie provient de La Nouvelle-Orléans... ». Néanmoins, les usines de Butler à Lowell, qui produisent des biens en laines et ne sont pas impactées par la pénurie de coton, sont un succès économique pendant la guerre, ravitaillant l'armée de l'Union en vêtements et en couvertures, et rapportent régulièrement de grands bénéfices. Les investissements d'après-guerre réussis comprennent une entreprise de granite à Cap Ann et une opération de transport par barge sur la rivière Merrimack. Après avoir appris qu'aucun producteur national ne produit des drapeaux et banderoles, il investit dans une autre usine de Lowel pour en faire, et il convainc le gouvernement fédéral de passer un texte législatif pour obliger d'utiliser les sources nationales pur le pavoisement des bâtiments gouvernementaux. Des entreprises moins fructueuses comprennent des investissements immobiliers en Virginie, au Colorado, et dans la péninsule de Baja dans l'ouest du Mexique, et une opération frauduleuse d'extraction d'or en Caroline du Nord. Il fonde aussi la United States Cartridge Company, et est l'un des plus gros investisseurs qui ont été trompés par Philip Arnold lors de la fameuse affaire des diamants de 1872.
Butler met une partie de son argent dans des entreprises plus caritatives. Il achète des fermes confisquées à Norfolk, dans la région de Virginie pendant la guerre et les donne à des entreprises coopératives gérées par des Afro-américains, et subventionne des bourses pour les Afro-américains à la Phillips Andover Academy. Il sert aussi pendant quinze ans dans des fonctions exécutives au sein du National Home for Disabled Soldiers.
Son cabinet d'avocat prospère également après la guerre, ouvrant des bureaux à New York et Washington. Les affaires de grande importance qu'il prend comprennent la représentation de l'amiral David Farragut dans sa requête pour être payé par le gouvernement pour les prises réalisées par la marine pendant la guerre, et la défense du l'ancien secrétaire à la Guerre Simon Cameron contre une tentative d'extorsion dans un cas salace qui fait grand bruit.

### Gouverneur du Massachusetts et candidature présidentielle
Butler concourt sans succès pour être gouverneur du Massachusetts en 1878 en tant qu'indépendant avec le soutien du parti Greenback, et cherche également la nomination démocrate. Cette dernière lui est refusée par la direction du parti, qui refuse de l'admettre dans le parti, mais il est nommé par un groupe de démocrates populistes qui perturbe la convention principale, l'obligeant à ajourner dans un autre endroit. Il est renommé de manière similaire en 1879 ; Dans les deux années, les républicains gagnent contre les démocrates divisés. Parce que Butler cherche à devenir gouverneur en partie comme un tremplin vers la présidence, il choisit de ne plus postuler jusqu'en 1882. En 1882, il est élu avec une marge de 14 000 voix après avoir été nommé par les Greenbacks et un parti démocrate uni.
En tant que gouverneur, Butler est actif dans la promotion de la réforme et de la compétence en administration, malgré une législature républicaine hostile et le conseil du gouverneur. Il nomme les premiers juges irlando-américains et afro-américains de l'état et nomme la première femme au bureau exécutif, Clara Barton, à la tête du Massachusetts Reformatory for Women. Il expose également graphiquement la mauvaise gestion de l'hôpital Tewksbury Almshouse de l'État sous une succession de gouverneurs républicains. Butler est quelque peu mal noté par l'université Harvard, qui accorde traditionnellement des diplômes d'honneur aux gouverneurs de l'État. L'honorariat de Butler est refusé parce que le bureau des superviseurs (board of Overseers), dirigé par Ebenezer Hoar, vote contre.
L'annonce de Butler pour la réélection en 1883 est l'une des campagnes les plus litigieuses de sa carrière. Ses ambitions présidentielles sont bien connues, et l'establishment républicain de l'État, dirigé par Ebenezer et [George Frisbie Hoar], investit de l'argent dans la campagne contre lui. Se présentant contre le membre du congrès George D. Robinson (dont le responsable de la campagne est le jeune Henry Cabot Lodge), Butler est vaincu par 10 000 voix, sur plus de 300 000 votes. Butler est crédité de initier la tradition de la « marche solitaire », la sortie de cérémonie du bureau du gouverneur du Massachusetts, après avoir terminé son mandat en 1884.
En 1882, Butler poursuit avec succès « Juilliard v. Greenman » devant la cour suprême. Dans ce qui est perçu comme une victoire pour les partisans des Greenbacks, l'affaire confirme que le gouvernement a le droit d'émettre du papier-monnaie pour les dettes publiques et privées. Butler met à profit la victoire pour se présenter à l'élection présidentielle américaine de 1884. Nommé par les partis Greenback et anti-Monopoly, il échoue à obtenir la nomination démocrate, qui revient à Grover Cleveland. Cleveland refuse d'adopter des parties de la plate-forme de Butler en échange de son soutien politique, incitant Butler à se présenter aux élections générales. Il cherche à obtenir des votes électoraux en s'engageant dans des efforts de fusion avec les démocrates dans certains États et républicains dans d'autres, où il prend ce qui est perçu par la presse contemporaine comme des pots-de-vin de 25 000 $ de la campagne du républicain [James G. Blaine]  The effort was in vain: Butler polled 175,000 out of 10 million cast.

## Dernières années et mémoire

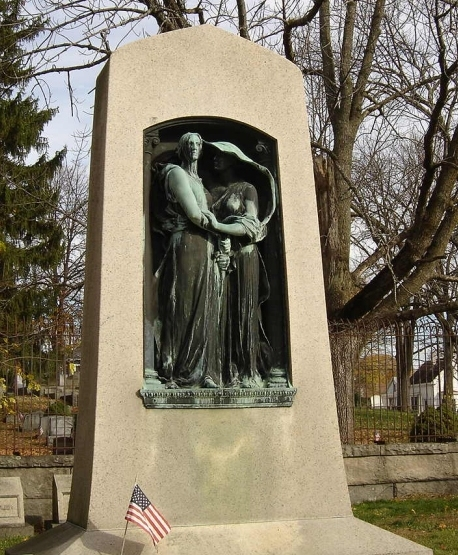
Mémorial de Butler au cimetière familiale d'Hildreth à Lowell.

Dans ses dernières années, Butler réduit ses activités, travaillant sur ses mémoires, « Butler's Book », et servant de 1866 à 1879 en tant que président du National Home for Disabled Volunteer Soldiers.
Butler meurt alors qu'il compare devant le tribunal de Washington. Il est enterré dans le cimetière familial de sa femme, derrière le cimetière principal d'Hildreth à Lowell. Sa fille Blanche épouse Adelbert Ames, un gouverneur et sénateur du Mississippi qui a servi en tant que général dans l'armée de l'Union pendant la guerre. Les descendants de Butler comprennent le célèbre scientifique Adelbert Ames, Jr., la suffragette et artiste Blanche Ames Ames, Butler Ames et George Plimpton.
Depuis 2004, la Société Benjamin F. Butler s'est réunie au cimetière de la famille Hildreth début novembre pour célébrer l'anniversaire du général Butler et pour remplacer le drapeau américain qui flotte au-dessus du cimetière par un nouveau. C'est le seul moment de l'année où les parcelles familiales, derrière deux portes fermées et clôturées du cimetière public, sont ouvertes au public. L'inscription sur le monument de Butler dit « la véritable pierre angulaire de la liberté civile n'est pas que tous les hommes sont égaux, mais que tout homme a le droit d'être l'égal de tout autre homme - s'il le peut ».